# Finał Grand Prix IAAF
Finał Grand Prix IAAF (ang. IAAF Grand Prix Final) – finałowy mityng lekkoatletyczny cyklu Grand Prix IAAF, rozgrywany w latach 1985–2002, do startu w którym uprawnieni byli najlepsi zawodnicy cyklu Grand Prix w wybranych konkurencjach. Co roku następowała zmiana konkurencji, rozgrywanych w zawodach Finału Grand Prix. W 2003 r. zastąpiono go dwudniowym Światowym Finałem Lekkoatletycznym.

## Edycje
| Edycja | Miasto          |
| ------ | --------------- |
| 1985   | Rzym            |
| 1986   | Rzym            |
| 1987   | Bruksela        |
| 1988   | Berlin Zachodni |
| 1989   | Monte Carlo     |
| 1990   | Ateny           |
| 1991   | Barcelona       |
| 1992   | Turyn           |
| 1993   | Londyn          |
| 1994   | Paryż           |
| 1995   | Monte Carlo     |
| 1996   | Mediolan        |
| 1997   | Fukuoka         |
| 1998   | Moskwa          |
| 1999   | Monachium       |
| 2000   | Doha            |
| 2001   | Melbourne       |
| 2002   | Paryż           |

## Link zewnętrzny
- IAAF Grand Prix Final. (ang.).